# Ricky He
Ricky He (Vancouver, 2. prosinca 1995.) kanadski je glumac.

## Filmografija
- 2016 – Second Chance
- 2016 – The Flash
- 2016 – Wayward Pines
- 2016 – Looks Like Christmas
- 2016 – The Romeo Section
- 2017 – The Magicians
- 2017 – A Gift to Remember
- 2017 – Christmas Solo
- 2018 – Blurt
- 2018 – Beyond
- 2018 – Trial & Error
- 2018 – Freaky Friday
- 2018 – No One Would Tell
- 2018–2020 – The Good Doctor
- 2018–2020 – A Million Little Things
- 2018 – Arrow
- 2020 – A Babysitter's Guide to Monster Hunting
- 2021 – A Cinderella Story: Starstruck
- 2021 – Warming up to You
- 2022–danas – From

## Vanjske poveznice
- Ricky He u internetskoj bazi filmova IMDb-u (engl.)